# Oligoceras eberhardtii
Oligoceras eberhardtii är en törelväxtart som beskrevs av François Gagnepain. Oligoceras eberhardtii ingår i släktet Oligoceras och familjen törelväxter. Inga underarter finns listade i Catalogue of Life.